# Pedaria murphyi
Pedaria murphyi là một loài bọ cánh cứng trong họ Bọ hung (Scarabaeidae).